# 喀尔巴阡古堡
《喀尔巴阡古堡》是法国作家儒勒·凡尔纳的一部哥特小说，于1889年完成。最初于1892年1月1日至12月15日在《教育与娱乐杂志》上连载。故事设定在特兰西瓦尼亚地区，当时已被奥匈帝国吞并。尽管充满了神秘气氛，科学技术而不是神秘巫术在书中扮演了重要角色。

## 情节
喀尔巴阡城堡久已废弃，它的主人、罗马尼亚贵族鲁道夫·德戈尔兹男爵是家族最后的成员。他在反抗匈牙利人的斗争中失踪，人们传说他已死去。牧羊人弗里克一天用望远镜观察到城堡中冒起了烟雾，一时间闹得人心惶惶，迷信的村裡人传说古堡裡有鬼怪。他们在小客店里集会，村长之女的爱人、护林人尼克·戴克自告奋勇前去探查究竟，并要求村里的医生巴塔克同去。巴塔克平时爱吹牛自己不信鬼怪，然而这时刻却胆怯了，但还是被尼克拉着上了路。夜晚到达城堡脚下时，吊桥已被拉起，找不到入口。两人不得不在外过夜，听到古堡中传来的钟声，还见到奇怪的电光。第二日尼克在攀爬城堡时，触到吊环而被击晕。二人被迫返回，与村长等人汇合。
这时，两个年轻人，落寞贵族弗朗兹·德戴雷克伯爵和随从罗兹科来到村里的旅店。弗朗兹得知城堡的故事，不信其中有鬼，要去城里报告警队。他从前还与德戈尔兹男爵有一段纠葛，五年前他在意大利远游，爱上了女歌手拉斯蒂拉，而鲁道夫也是斯蒂拉的歌迷。斯蒂拉答应了德戴雷克伯爵并决定退出演艺界，在她的谢幕演出时，由于见到鲁道夫可怕的面容而突然死去。德戈尔兹男爵就此失踪，而弗朗兹也漂游四方来平复心中的创伤。他和随从最终来到了城堡，并看到了斯蒂拉的影子。将罗兹科留在外面后，他置身一人潜入城堡，结果被诱入地牢中。弗朗兹最终设法挖用匕首破门离开，并破开松动的砖块透过墙看到了鲁道夫正在与随从奥尔伐尼克谈话。奥尔伐尼克是个科学狂人，一切电光幻影（包括斯蒂拉的影子）便是他制造，而且他们还通过电话等设备监控村里的一举一动。罗兹科所请的救兵来到了，绝望的男爵触发机关炸掉了整个城堡，弗朗兹幸免于难，却疯狂了。奥尔伐尼克将斯蒂拉的录音送给了弗朗兹听，才使他渐渐恢复了理智，但留给他的空有回忆。